# Campos dos Goytacazes
Campos dos Goytacazes este un oraș în unitatea federativă Rio de Janeiro (RJ), Brazilia.